# Batizovský potok
Der Batizovský potok (deutsch Botzdorfer Bach oder Botzdorfer Wasser, ungarisch Batizfalvi-patak oder Batizfalvi-víz, polnisch Batyżowiecki Potok) ist ein Bach in der Nordslowakei und rechtsseitiger Zufluss des Velický potok in der Landschaft Zips (slowakisch Spiš).
Die Quelle des Bachs ist der Bergsee Batizovské pleso (deutsch Botzdorfer See) im Tal Batizovská dolina in der Hohen Tatra. Nach dem Abfluss an der See fließt der Batizovský potok südwärts über die Kaskaden Batizovské vodopády. Auf einer Höhe von etwa 1480 m n.m. kommt es zu einer Bifurkation, in deren sich der Bach Batizovská Suchá voda (deutsch Dürrseifen) vom Hauptstrom trennt. Zwischen Vyšné Hágy und Nová Polianka unterquert der Bach den Straßenzug Cesta Slobody und die Elektrische Tatrabahn und kommt ins Vorgebirge. Weiter passiert der Bach an den Ort Štôla östlich vorbei und erreicht alsbald den Talkessel Popradská kotlina (Teil der größeren Einheit Podtatranská kotlina). Im letzten Teil fließt der Bach durch Batizovce und mäandiert, bevor er südlich des Flughafens Poprad-Tatry in den Velický potok als dessen rechtsseitiger Zufluss mündet.
Der Bach trägt den Namen der Gemeinde Batizovce (deutsch Botzdorf). Historisch traten auf die Namen Kahule (deutsch Kahulwasser, wohl vom deutschen Wort kahl abgeleitet) und Vába (deutsch Waba oder Wababach), die Teile oder auch den ganzen Bachverlauf bezeichneten.